# Seututie 127
Pour les articles homonymes, voir Route 127.
La route régionale 127 (finnois : Seututie 127) est une route régionale à Pusula dans la municipalité de Lohja en Finlande,,.

## Présentation
La seututie 127 est une route régionale d'Uusimaa.
Elle commence au village Hyönölä et se termine au village d'Ikkala.